# Syrischer Christusdorn
Der Syrische Christusdorn (Ziziphus spina-christi), auch Sidarbaum genannt, ist eine Pflanzenart innerhalb der Familie der Kreuzdorngewächse (Rhamnaceae). Er ist von Nordafrika und Vorderasien bis zum Indischen Subkontinent verbreitet. In seiner Heimat wird er vielfältig genutzt. Im Islam, Christen- und Judentum hat er symbolische Bedeutung.
Sehr ähnlich ist Ziziphus lotus der ebenfalls gelbe Früchte trägt und in diesem Verbreitungsgebiet heimisch ist.

## Beschreibung

### Vegetative Merkmale

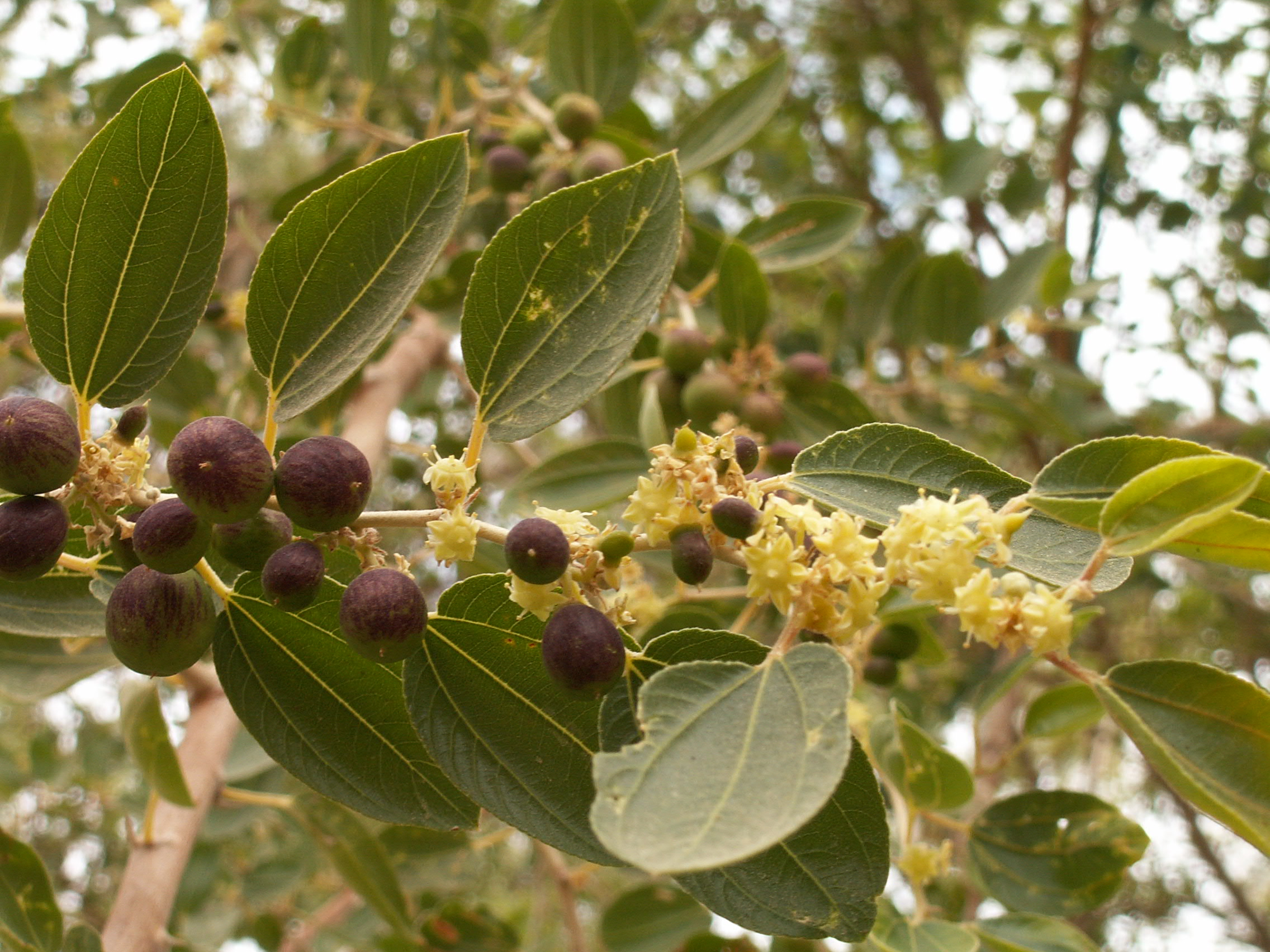
Zweig mit wechselständigen, gestielten Laubblättern, Blütenständen und jungen Früchten – deutlich sind die drei Hauptnerven der Blattspreiten erkennbar

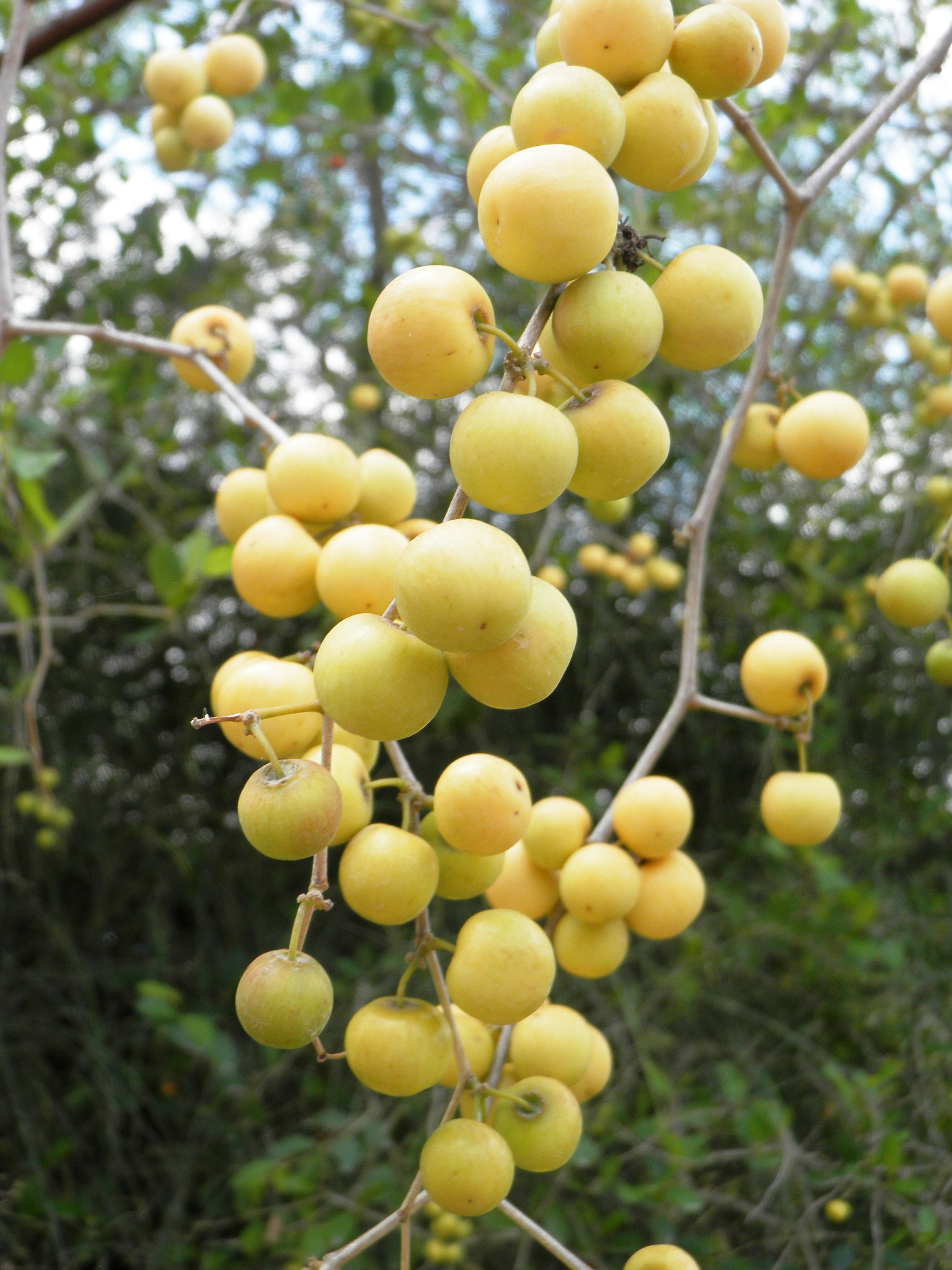
Reife Steinfrüchte

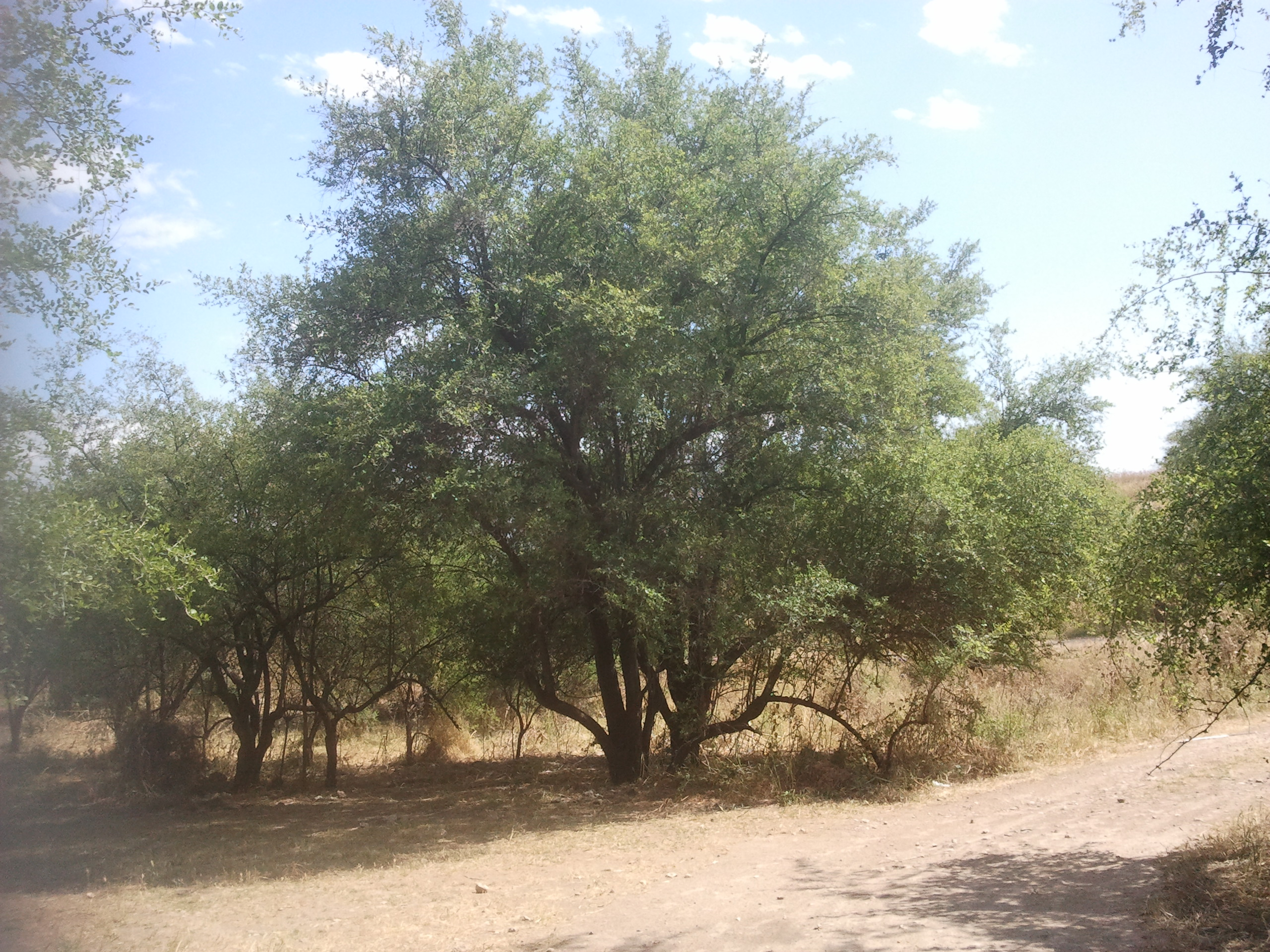
Strauchförmiger Habitus

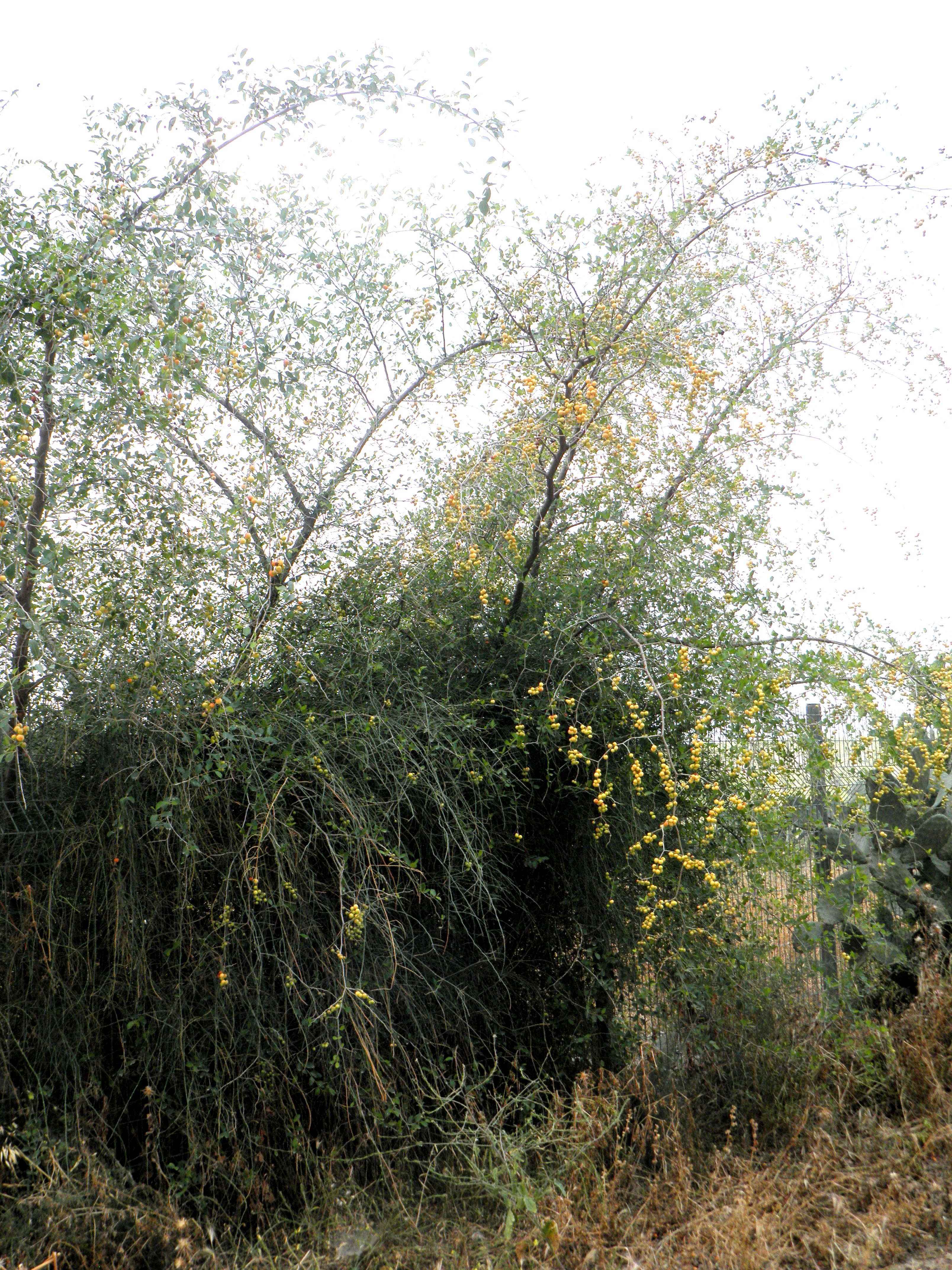
Strauchförmiger Habitus mit überhängenden Zweigen mit reifen Steinfrüchten

Der Syrische Christusdorn wächst meist als immergrüner dorniger Strauch oder manchmal als mittelgroßer bis großer Baum, der Wuchshöhen von meist 3–8 m manchmal bis zu 20 m und Stammdurchmesser von etwa 60 cm erreichen kann. Der Stamm ist gedreht. Der Syrische Christusdorn ist gut verzweigt mit breiter Krone. Die grau-bräunliche Borke ist im Alter sehr rissig und schuppig. Die Rinde der hängenden, biegsamen Zweige ist hellgrau-bräunlich, kahl oder leicht fein behaart (Trichome). Die Nebenblätter sind zu paarigen Dornen umgewandelt, von denen der eine aufrecht und etwa 2 cm lang ist und der andere zurückgekrümmt und 5–8 mm lang ist; sie können manchmal fehlen.
Die wechselständig angeordneten Laubblätter sind in Blattstiel und Blattspreite gegliedert. Der 3–12 mm lange Blattstiel ist kahl oder feinbehaart. Die einfache Blattspreite ist bei einer Länge von 2–6 cm sowie einer Breite von 1–4 cm eiförmig-elliptisch, fast kreisförmig, eiförmig-lanzettlich oder ellipsoid mit stumpfer oder fast herzförmiger Spreitenbasis und kurz zugespitztem, spitzem oder abgerundet bis stumpfem, auch teils ausgerandetem oberen Ende. Der Blattrand ist fast glatt oder kaum erkennbar gekerbt. Die Blattoberseite ist kahl und die -unterseite ist je nach Varietät kahl oder auf den Blattadern fein flaumig behaart. Es sind drei Hauptnerven vorhanden, wobei die Seitennerven deutlich erkennbar sind.

### Generative Merkmale
Die Blüten sind in seitenständigen, filzig behaarten Zymen zusammengefasst. Der kurze Blütenstandsschaft misst in der Länge 1–3 mm. Der wollig behaarte Blütenstiel ist 3–5 mm lang. Die zwittrigen, grünlich-gelben Blüten sind  radiärsymmetrisch und fünfzählig mit doppelter Blütenhülle. Ihr Durchmesser beträgt 4–6 mm. Die fünf, außen fein behaarten, innseitig, mittig gekielten, breiteiförmigen Kelchblätter sind etwa 1,5–2 mm lang, mit mehr oder weniger spitzem oberen Ende. Die fünf schmalen und alternierend zu den Sepalen angeordneten, spatel- und kapuzenförmigen Kronblätter entwickeln eine Länge von 1,5 mm. Der kahle, fleischige Diskus (Nektarscheibe) ist erhaben und zehnlappig. Die fünf einzelnen Staubblätter am Rand des Diskuses sind rückseitig von den Petalen umgeben und überragen die Blütenkrone nicht. Die Staubblätter und die Petalen biegen sich später in der Entwicklung nach außen. Der Fruchtknoten ist halbunterständig, der hellgelbliche Griffel ist zweilappig.
Die essbaren, bei einem Durchmesser von etwa 1–2,7 cm, rundlichen bis ovalen, hellgelben, hellorangen bis orangen oder grünen, purpur- bis rötlich-braunen Steinfrüchte besitzen einen harten, etwa 8–9,5 mm großen, runzligen und rundlichen Steinkern, welcher 1–2(3) etwa 6,5–7,5 mm große, flache, ovale und orangebraune, glatte, leicht runzlige Samen, mit wenig oder keinem Endosperm, enthält. Das mehlige, weißliche Fruchtfleisch ist süßlich und leicht sauer.

## Vorkommen
Ziziphus spina-christi ist von Nord- und Ostafrika (Äthiopien, Somalia, Sudan, Kenia) über die Arabische Halbinsel, Ägypten, Syrien, Palästina, Libanon, Irak, dem südlichen Iran, bis zum östlichen Afghanistan, Pakistan und nordwestlichen Indien verbreitet. Das weite Verbreitungsgebiet von Ziziphus spina-christi reicht von Mauretanien durch die Sahara und die Sahelzone Westafrikas bis zum Roten Meer.
Ziziphus spina-christi ist widerstandsfähig gegenüber Trockenheit und Hitze, jedoch frostempfindlich. Er kommt sogar in Wüsten mit einem Jahresniederschlag von 100 mm vor. Ziziphus spina-christi bevorzugt die Ufer von Fließgewässern und stehenden Gewässern und man findet ihn in Wadis, wenn Grundwasser erreichbar ist. Er übersteht Staunässe bis zu 2 Monate und Trockenzeiten von 8–10 Monaten. Ziziphus spina-christi bildet dornige, undurchdringliche Dickichte. Ziziphus spina-christi gedeiht in Höhenlagen bis 2000 Meter. Beispielsweise in Israel gedeiht er in Höhenlagen bis zu 500 Metern. Er wächst bei Jahresdurchschnittstemperaturen zwischen 19 °C und 28 °C und Jahresniederschlägen von 100–500 mm. Am besten gedeiht Ziziphus spina-christi auf alluvialen Ebenen mit tiefgründigen Böden, aber er wächst auch auf Lehmböden, in denen Wasser verfügbar ist und auf salzhaltigen Böden.

## Systematik
Die Erstveröffentlichung erfolgte 1753 unter dem Namen (Basionym) Rhamnus spina-christi durch Carl von Linné in Species Plantarum, 1, S. 195. Die Neukombination zu Ziziphus spina-christi (L.) Desf. wurde 1798 durch René Desfontaines in Flora Atlantica 1, S. 201 veröffentlicht. Ein Homonym ist Ziziphus spina-christi (L.) Willd. (veröffentlicht in Carl Ludwig von Willdenow: Species Plantarum, 4. Auflage, 1798, S. 1105–1106). Das Artepitheton spina-christi bedeutet Christusdorn. Synonyme für  Ziziphus spina-christi (L.) Desf. sind: Ziziphus africana Mill., Ziziphus napeca Lam., Rhamnus spina-christi L., Ziziphus spinosa St. Lag.
Es gibt zwei Varietäten bei der Art Ziziphus spina-christi:
- Ziziphus spina-christi var. aucheri (Boiss.) Qaiser & Nazim.: Die Laubblätter sind mindestens zwischen den Blattadern fein behaart. Sie besitzt die Chromosomenzahl 2n = 72.[17] Sie bildet kleinere Früchte und ist stark verzweigt.
- Ziziphus spina-christi (L.) Desf. var. spina-christi: Die Rinde und die Blätter sind kahl, sie bildet größere Früchte und Blätter.

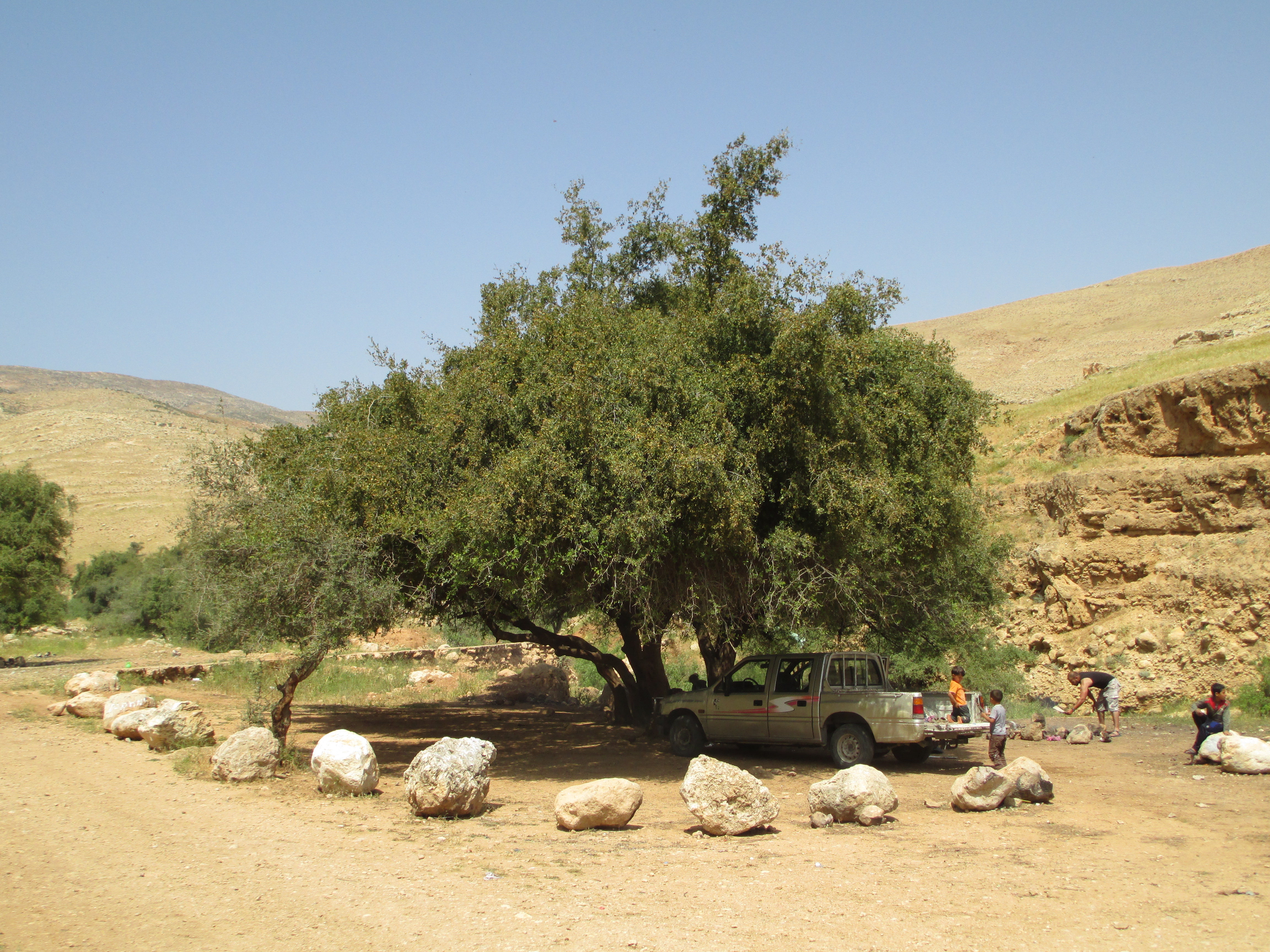
Schattenbaum

## Nutzung
Der Syrische Christusdorn wird in einigen Gebieten der Welt besonders als Lieferant von Früchten angepflanzt. Er wird in Oasen der Sahara, Tunesien, Algerien, Niger, in Ostafrika, auf dem Sinai, im Iran sowie nördlichen Indien und manchmal auch in anderen Gebieten wie beispielsweise Kuba angebaut.
Die Früchte werden gegessen. Ziziphus spina-christi produziert Früchte auch unter ungünstigen Standortbedingungen, wie schlechten Böden und Trockenheit. Aus den Früchten wird ein alkoholisches Getränk produziert. Die Früchte sind manchmal süß, aber der Geschmack und die Textur sind schlechter als bei anderen Ziziphus-Arten, die in Afrika sowie im nördlichen Indien angebaut werden. Durchschnittlich wiegen die Früchte 50 g und enthalten einen einzelnen großen Samen. Die Früchte enthalten 14,16 % Zucker und etwa 1,6 % Vitamin C.
Der Syrische Christusdorn ist eine wichtige Bienenweide. Besonders im Jemen sowie Eritrea ist diese Art wichtig bei der Gewinnung von Honig.
Die Früchte und Laubblätter dienen als Futter. Die Blätter werden von Weidetieren gefressen, sind aber nicht besonders nährstoffreich. Die Früchte werden von Schafen sowie Ziegen und die Blätter besonders von Kamelen gefressen.
Die Laubblätter werden pulverisiert als Haarwaschmittel verwendet und sollen sich positiv auf das Wachstum der Haarwurzeln auswirken.
Das Holz wird als Feuerholz und zur Erzeugung von Holzkohle verwendet, aber da der Syrische Christusdorn langsam wächst, sollte man ihn dazu nicht verwenden. Besonders da es termitenresistent ist, wird das rote oder dunkelbraune, harte und schwere Holz vielseitig verarbeitet. Beispielsweise werden daraus Speerschäfte sowie Deckenbalken hergestellt und es wird in der Kunstschreinerei verwendet. Aus den dornigen Zweigen werden Zäune hergestellt.
Die medizinische Verwendung wurde untersucht. Es wurde gezeigt, dass die Inhaltsstoffe von Ziziphus spina-christi eine antibakterielle, antifungale, antioxidante sowie antinozizeptive Wirkung besitzen und gegen Hyperglykämie wirken. Die wichtigsten bioaktiven Sekundären Pflanzenstoffe des Ziziphus spina-christi sind Flavonoide, Alkaloide und Saponine. Die Früchte werden in der Volksmedizin zur Heilung unterschiedlicher Krankheiten verwendet.
Es wurde berichtet, dass die giftige Borke von Ziziphus spina-christi in größeren Dosen die Aktivität von Nematoden in Getreidefeldern reduziert und zu signifikant größeren Erträgen beim Anbau von Sonnenblumen führt.
Der Syrische Christusdorn wird als Schattenbaum sowie Windschutz angepflanzt. Durch die sehr tief reichenden Pfahlwurzeln und das ausgebreitete Wurzelsystem der Seitenwurzeln kann man den Syrischen Christusdorn als Erosionsschutz zur Stabilisierung von Sanddünen und auf anderen instabilen Untergründen verwenden. Der Syrische Christusdorn steigert den verfügbaren Phosphorgehalt der Böden. Diese bewehrte Pflanzenart wird auch als lebender Zaun angepflanzt.

## Symbolik
Der Syrische Christusdorn hat im Judentum, Christentum und Islam symbolische Bedeutung. Nach der Überlieferung wurde die Dornenkrone von Jesus Christus aus den Zweigen des Syrischen Christusdorn geflochten, daher stammt auch das Artepitheton spina-christi. Der Lotosbaum (griechisch λωτός) ist eine in der antiken Literatur mehrfach genannte Baumart unklarer Bestimmung. Der Koran beschreibt eine Begegnung des Propheten mit dem, der ihm die Offenbarung brachte, „beim Lotusbaum am äußersten Ende“ (Sure 53:14, arab. ‘inda ṣidrati l-muntahā). Damit könnte der Sidarbaum gemeint sein. In der islamischen Mythologie steht dieser Lotosbaum am Ende des siebten Himmels, womit die höchste Stufe der menschlichen Persönlichkeitsentwicklung beschrieben wird. Die Qatar Foundation wählte den Syrischen Christusdorn als Logo.

## Trivialnamen
Trivialnamen in unterschiedlichen Sprachen sind (Auswahl):
- Englische Sprache: Christ thorn, Christs Thorn, Christ's thorn, Christ's-thorn, crown of thorns, Judas tree, Jujube, Nabbag, nabk tree, nebbuck, Syrian Christ Thorn, Syrian Christ-thorn, Syrian Christ-thorn[11]
- Französische Sprache: épine du Christ, jujubier[10][11]
- Spanische Sprache: yuyuba[10][11]
- Portugiesische Sprache: espinhos de Cristo[11]
- Arabische Sprache: cornua, ennab, sédr, zegregh[10] zegzeg, zefzouf, ardj, ourdj, ghasse[11]
- Haussa (Sahel): kurna[11]
- Peulh (Sahel): ngulunjaabi, kurnahi[11]
- Tamachek (Sahel): abakat, kurna, tabaket, waeruu[11]
- Berber: abaqua, korna[11]
- Tigrinya: gaba